# Rajner Klimke
Rajner Klimke (14. januar 1936 – 17. avgust 1999) bio je nemački konjanik, koji je osvojio šest zlatnih i dve bronzane medalje u dresuri na Letnjim olimpijskim igrama — što je bio rekord za konjička takmičenja koji je od tada nadmašen. On je učestvovao u šest Olimpijskih igara od 1960. do 1988. godine, isključujući Igre 1980. koje je Zapadna Nemačka bojkotovala.

## Konjička karijera
Klimke je studirao pod Harijem Boldtom i Gustafom Rau.
On je osvojio timska zlata 1964, 1968 (oba na Duksu), 1976 (jašući Mehmeda), 1984 i 1988 (oba sa Alerikom), i pojedinačno zlato 1984 na Aleriku.
Njegove dve pronzane medalje su osvojene u pojedinačnim takmičenjima 1968 i 1976. godine. Klimke je takođe imao sjajan rekord i na Svetskim prvenstvima, osvojivši šest zlatnih medalja: dve pojedinačne, 1974. na Mehmedu i 1982. na Aleriku, i četiri ekipne medalje: 1966, 1974, 1982, 1986.
Na Evropskom prvenstvu, on je bio pojedinačni šampion 1967, 1973. i 1985. godine, i jahao je u sedam pobedničkih timova Zapadne Nemačke (1965, 1973, 1983, 1985 i drugim). Klimke se takođe takmičio u višeboju na početku svoje karijere. On je bio član pobedničkog zapadnonemačkog tima na trodnevnom turniru na Evropskom prvenstvu 1959. godine, a završio je na 18. mestu u pojedinačnim disciplinama na Letnim olimpijskim igrama 1960, što ga je učinilo najboljim nemačkim kombinovanim učesnikom. On je pobedio i na takmičenju skakača Grand Prija u Berlinu.

## Lični život
Rajner Klimke je bio sin psihologa i neurologa. Sa suprugom Rut (takođe vrhunskim skakačkim džokejom i dresurnim jahačem), imao je troje dece: Ingrid, Rolf i Mihael. Ingrid se takmiči u disciplinama višeboj i dresura. Ona je osvojila zlatnu medalju na Letnjim olimpijskim igrama 2008. godine, dvadeset godina nakon poslednjeg olimpijskog zlata svog oca. Mihael se takođe takmiči na nivou Grand prija u dresuri.
Klimke ne samo da je jahao i trenirao, već je vodio i advokatsku kancelariju i služio u nekoliko odbora, uključujući FEI odbor za dresuru. Klimke je umro od srčanog udara u 63. godini u Minsteru, svom rodnom mestu. Pre smrti, planirao je da učestvuje na Letnjim olimpijskim igrama 2000. godine.

## Publikacije
- Cavaletti: Ausbildung von Reiter und Pferd über Bodenricks Stuttgart: Franckh 1966
- Military: Geschichte, Training, Wettkampf Stuttgart: Franckh 1967, "Eventing"
- Cavalletti: Schooling of Horse and Rider over Ground Rails (translation of Cavaletti by Daphne Machin Goodall) London: J.A. Allen 1969
- Le Concours complet: histoire, entraînement, compétition (translation of Military by Pierre André) Paris: Crépin-Leblond 1977
- Grundausbildung des jungen Reitpferdes: von der Fohlenerziehung bis zum ersten Turnierstart Stuttgart: Franckh 1980
- Horse trials (translation of Military by Daphne Machin Goodall) London: J.A. Allen 1984
- Ahlerich von der Remonte zum Dressur-Weltmeister; ein exemplarischer Ausbildungsweg Stuttgart: Franckh 1984
- Basic Training of the Young Horse: From the Education of the Young Foal to the First Competition (translation of Grundausbildung by Sigrid Young) London: J.A. Allen 1985
- Ahlerich: The Making of a Dressage World Champion (translation of Ahlerich by Courtney Searls-Ridge) Gaithersburg, MD: Half Halt Press 1986
- Von der Schönheit der Dressur vom jungen Pferd bis zum Grand Prix Stuttgart: Franckh-Kosmos 1991
- Klimke on Dressage: From the Young Horse Through Grand Prix (translation of the above by Courtney Searls-Ridge and Jan Spauschus Johnson) Middletown, MD: Half Halt Press 1992

## Literatura
- Clayton, Michael, and William Steinkraus (јануар 1975). The Complete Book of Show Jumping. New York: Crown Publishers. ISBN 9780517521250.
- de Nemethy, Bertalan. Classic Show Jumping: The de Nemethy Method; A Complete System for Training Today's Horses and Riders.  Doubleday, 1988.  0-385-23620-4
- Eventing Rules 25th Edition effective 1st January 2019. Switzerland: Fédération Equestre Internationale. 3. 12. 2018.
- Pony club educational materials, referring to helmet retention system as a "harness" Архивирано 2010-03-07 на сајту
- „UK Site calling the helmet attachment a "Harness"”. thesaddleryshop.co.uk. Архивирано из оригинала 2016-04-09. г. Приступљено 26. 3. 2018.
- „USA site using term "retention harness"”. thornhillusa.com. Приступљено 26. 3. 2018.

## Spoljašnje veze
- Rajner Klimke на сајту Sports-Reference.com (архивирано)
- Eurodressage article on Klimke